# 圆内接四边形

四種圆内接四边形的例子：依次是正方形、长方形、等腰梯形、一般圆内接四边形

在几何中，圆内接四边形（英文：Cyclic quadrilateral）是四边形的一种。顾名思义，圆内接四边形的四个顶点都在同一个圆上。

## 性质
在一个圆内接四边形中，相对的两内角是互补的，它们度数之和为180度。与此等价的说法是，圆内接四边形的一个内角等于其相对面的角的外角。一個四邊形為圓內接四邊形的充分必要條件是其相对的两内角互补，即，圆内接四边形相对的两内角互补，且相对的两内角互补的四邊形是圓內接四邊形（四邊形四頂點共圓或說有四邊形有外接圓）。

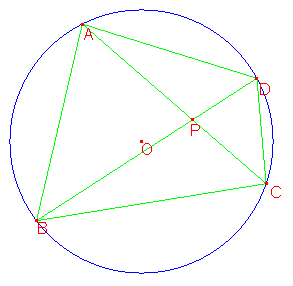
如图，ABCD为圆内接四边形，托勒密定理指出：

托勒密定理指出，圆内接四边形的两组对边乘积之和等于两条对角线的乘积（如右图）。对于非退化的四边形，如果两组对边乘积之和等于两条对角线的乘积，那么必定是圆内接四边形。
凸四边形的两条对角线将自身分成四个三角形。如果这个四边形是圆内接四边形，那么相对的两个三角形是相似的。如右图中，{\displaystyle P}是圆内接四边形{\displaystyle ABCD}的两对角线交点，则{\displaystyle \bigtriangleup ABP\sim \bigtriangleup DCP}，{\displaystyle \bigtriangleup BCP\sim \bigtriangleup ADP}。一个与此等价的说法是所谓的相交弦定理：设凸的圆内接四边形的两条对角线相交于一点(图中的{\displaystyle P}），那么其中一条对角线被点{\displaystyle P}所分成的两段的长度之乘积等于另一条对角线被点{\displaystyle P}所分成的两段的长度之乘积：{\displaystyle AP\times CP=BP\times DP}。相应的逆命题也成立：如果一个四边形ABCD的两条对角线交于点{\displaystyle P}，且{\displaystyle \bigtriangleup ABP\sim \bigtriangleup DCP}（或{\displaystyle \bigtriangleup BCP\sim \bigtriangleup ADP}，或{\displaystyle AP\times CP=BP\times DP}），那么四边形{\displaystyle ABCD}是圆内接四边形。

### 与其它四边形的关系
在四边形中，矩形、正方形都是圆内接四边形，鳶形和梯形可能是圆内接四边形。圆内接四边形的对偶多边形是圆外切四边形。
- 如果一个四边形既是菱形又是圆内接四边形，那么它是一个正方形。
- 如果一个四边形既是平行四边形又是圆内接四边形，那么它是一个矩形。
- 如果一个四边形既是梯形又是圆内接四边形，那么它是一个等腰梯形。
- 如果一个四边形既是箏形又是圆内接四边形，那么它是一个直角箏形。
- 如果一个四边形既是正交四边形又是圆内接四边形，那么它是一个婆罗摩笈多四边形。
- 如果一个四边形既是等对角线四边形又是圆内接四边形，那么它是一个等腰梯形或矩形。
- 如果一个四边形既是圆外切四边形又是圆内接四边形，那么它是一个双心四边形。

## 面积
在已知四边的边长时，圆内接四边形的面积可通过婆羅摩笈多公式给出。若圆内接四边形的四边边长分别是{\displaystyle a}, {\displaystyle b}, {\displaystyle c}, {\displaystyle d}，则其面积为：
{\displaystyle {\sqrt {(p-a)(p-b)(p-c)(p-d)}}}
其中{\displaystyle p}為半周长：
{\displaystyle p={\frac {a+b+c+d}{2}}.}
可以证明，在所有周长为定值{\displaystyle 2p}的圆内接四边形中，面积最大的是正方形。